# Чуй-Оозы
Чуй-Оозы (в пер. «устье Чуи») — бывший природно-хозяйственный парк в Онгудайском районе Республики Алтай, Россия. Создан 26 июля 2002 года, упразднён 15 февраля 2011 года. Располагался у впадения Чуи в Катунь, вдоль Чуйского тракта между Бийском и Ташантой. Площадь составляла 810 га.
У коренного населения место считается священным и особо почитаемо.
В месте, где происходит слияние рек, видна чёткая граница двух этих потоков — мутно-молочной водой Чуи и бирюзовой Катуни. На возвышенности, откуда можно наблюдать это явление, есть смотровая площадка, разместившаяся в 500 метрах от трассы, на расстоянии 374 км от Бийска.